# おいしくて泣くとき
『おいしくて泣くとき』（おいしくてなくとき）は森沢明夫による日本の小説。
映画版が2025年4月4日に公開された。

## 書誌情報
- 単行本：2020年6月3日、角川春樹事務所、ISBN 978-4-75841350-3
- 文庫本：2022年5月13日、角川春樹事務所、ISBN 978-4-75844487-3

## 映画
2025年4月4日に公開された。監督は横尾初喜。原作の森沢とは同氏の著書を映画化した『大事なことほど小声でささやく』以来の再タッグとなる
主演は本作が劇場映画初主演となる長尾謙杜、共演は當真あみ。

### キャスト
- 風間心也：長尾謙杜
- 新井夕花：當真あみ
- 石村：水沢林太郎[3][5]
- 萌香：芋生悠[3][5]
- 新井幸太：矢崎滉
- 池田良[3]
- 田村健太郎[3]
- 篠原ゆき子[3]
- 安藤玉恵[3]
- 30年後の新井夕花：尾野真千子[6]
- 風間南：美村里江[3]
- 風間耕平：安田顕[3]
- 30年後の風間心也：ディーン・フジオカ[3]

### スタッフ
- 原作：森沢明夫『おいしくて泣くとき』（角川春樹事務所刊）[2]
- 監督：横尾初喜
- 脚本：いとう菜のは[2][5]
- 音楽：上田壮一[2][5]
- 主題歌：Uru「フィラメント」（ソニー・ミュージックアソシエイテッドレコーズ）[3]
- 製作：遠山宏樹、髙𣘺敏弘、加藤幸二郎、菊池貞和、中村浩子[5]
- プロデューサー：竹内絵唱、星野恵[5]
- 共同プロデューサー：加茂義隆[5]
- ラインプロデューサー：的場明日香[5]
- 撮影：山崎裕典[5]
- 照明：岩切弘治[5]
- 美術：西田頌子[5]
- 録音：久連石由文[5]
- 編集：髙良真秀[5]
- 装飾：松井今日子[5]
- スタイリスト：キクチハナカ[5]
- ヘアメイク：和田弥生[5]
- ポスプロプロデューサー：篠田学[5]
- VFXスーパーバイザー：佐伯真哉[5]
- カラリスト：野見山繕照[5]
- 音響効果：井上奈津子[5]
- 助監督：塩入秀吾[5]
- 制作担当：嘉藤博[5]
- 配給：松竹[2][5]
- 制作プロダクション：AX-ON[2]
- 制作協力：パイプライン[2]
- 製作幹事：WOWOW[2]
- 製作：映画『おいしくて泣くとき』製作委員会[2]（WOWOW、松竹、日テレアックスオン、ポニーキャニオン、ストームレーベルズ）